# 城巴50M線
城巴50M線是香港一條新界巴士路線，由城巴有限公司營辦，於2022年7月17日投入服務，循環來往和田邨及屯門站，途經菁田邨、兆康苑、建生邨、良田及山景邨，全程收費為$5.2，是城巴首條服務範圍完全只在屯門區內的常規巴士路線。

## 歷史
運輸署在《2019－2020年度屯門區巴士路線計劃》中，建議開辦一條新巴士服務，全日循環來往屯門第54區及兆康站（北），依次途經兆康站、屯門醫院、建生邨及寶田邨，以配合屯門第54區的人口發展，方便相關居民使用相關路線轉乘鐵路前往各區及前往屯門區內主要的社區設施，並決定以招標形式挑選合適的巴士公司營辦此線。建議出爐後，屯門區議員認為應將相關路線交由港鐵巴士營運，以提供鐵路轉乘優惠，並建議將路線延長至屯門市中心，以加強屯門市與54區的連接。
2020年10月，運輸署在考慮各地區人士意見後，建議增設循環來往屯門54區（興貴街）及屯門站的路線，並途經屯門醫院、建生邨、山景邨及屯門工業區，同以招標形式決定營辦公司。
2021年8月，運輸署宣佈把往返屯門站的路線專營權批予城巴，當中此線編號定為50M；至於原有往返兆康站（北）的循環路線，則改為直接交由港鐵巴士營辦而沒有公開招標，並延伸至屯門市中心為循環點，編號為K54；而此線來回程亦獲建議加經良景邨。隨着位於屯門54區的和田邨及菁田邨於2022年7月陸續入伙，此線在同月17日正式投入服務。2023年9月12日起，此線於星期一至五上課日增設07:15由和田邨單向開往屯門站之短途特別班次。

## 服務時間及班次
50M線所有常規班次均於和田邨開出，並提供全日服務，當中星期一至五上課日07:15於和田邨開出的班次於屯門站结束行程。以下服務時間及班次資訊以最近一次更新時為准。
| 和田邨開                       | 和田邨開     | 和田邨開     |
| 日期                           | 服務時間     | 班次（分鐘） |
| ------------------------------ | ------------ | ------------ |
| 星期一至五上課日               | 06:00－07:00 | 20           |
| 星期一至五上課日               | 07:15、07:25 |              |
| 星期一至五上課日               | 07:40－08:30 | 25           |
| 星期一至五上課日               | 08:30－09:10 | 20           |
| 星期一至五上課日               | 09:10－09:40 | 15           |
| 星期一至五上課日               | 09:40－23:00 | 20           |
| 星期一至五上課日               | 23:30        |              |
| 星期六、日、學校假期及公眾假期 | 06:00－23:00 | 20           |
| 星期六、日、學校假期及公眾假期 | 23:30        |              |

## 收費
50M線全程收費為$5.2，並設有由菁田邨往和田邨$4.6之分段收費。
50M線設12歲以下小童及65歲或以上長者半價優惠。60歲－64歲香港居民、65歲或以上長者與合資格殘疾人士如以指定八達通繳付此線的車資，可享有長者及合資格殘疾人士公共交通票價優惠計劃提供的$2票價優惠。乘客登車時需以現金或八達通卡繳付車資，不設找贖；而每位成人乘客可免費帶同最多兩名四歲以下而且不佔座位的兒童乘車。此外，乘客亦可使用指定電子支付工具繳付車資，使用此支付方式的乘客可享有與其他城巴獨營路線或聯營線城巴班次之轉乘優惠，惟不適用於與非城巴路線之轉乘優惠，乘客亦不能享有「公共交通費用補貼計劃」及「長者及合資格殘疾人士公共交通票價優惠計劃」。而每月首個星期日，每名繳付成人車費乘客可攜同一名12歲以下小童免費乘車。

## 用車
現時此線主要採用Enviro500 MMC Facelift 12米雙層巴士行駛，其中一輛用車（8561／YC350）披上了宣傳此線的車身廣告，這批巴士皆配備歐盟六型環保引擎、電子穩定控制系統、車速限制減速控制裝置和等離子空氣清新機，以及全數座椅皆配備安全帶。城巴更表示正計劃未來在此線派出氫能雙層巴士行駛。

## 行車路線

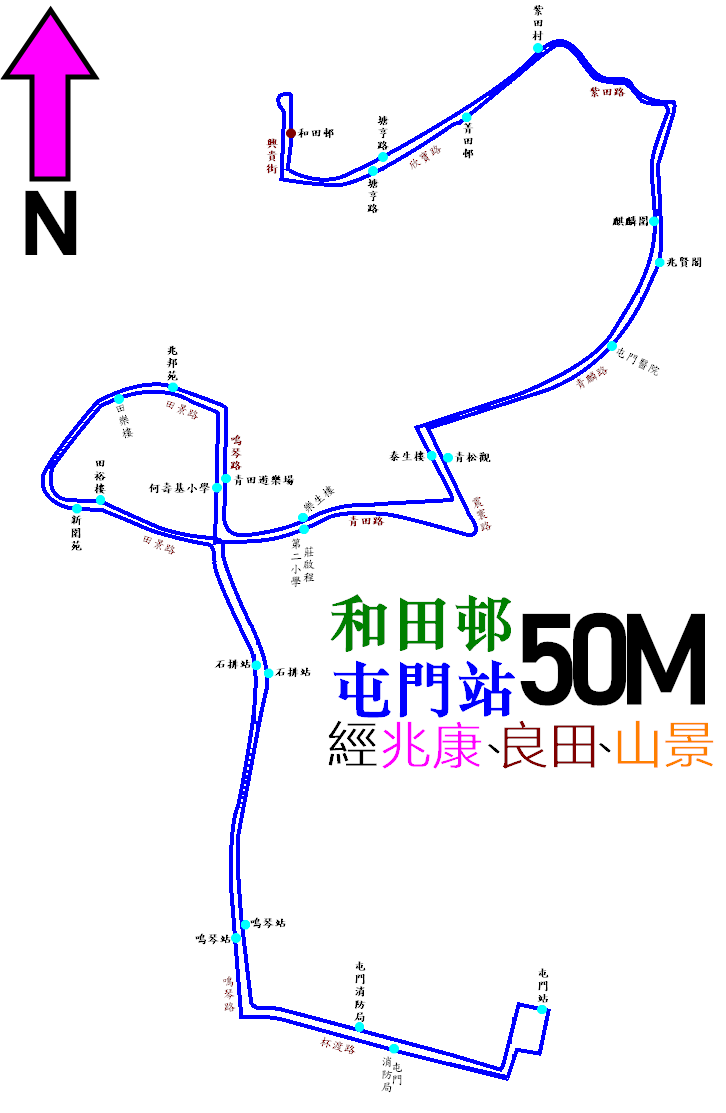
50M線的走線圖

50M線由和田邨開出之班次途經興貴街、欣寶路、紫田路、青麟路、震寰路、青田路、鳴琴路、田景路、鳴琴路、杯渡路、河傍街、屯門站公共運輸交匯處、杯渡路、鳴琴路、田景路、鳴琴路、青田路、震寰路、青麟路、紫田路、欣寶路及興貴街，具體停站請參考資訊框。

## 使用狀況
2023年4月，城巴在屯門區議會交通及運輸委員會會議中表示此路線早上繁忙時段最繁忙一小時的載客量為50－60%，非繁忙時段的載客量平均約10%。

## 相關事件
在此路線首個服務日，有巴士迷於其中一輛此線巴士的上層擋風玻璃上，張貼大量九龍巴士67A線的宣傳單張遮蓋，涉事巴士迷在到達和田邨下車時遭城巴督察截停斥責，並要求拆除及丟棄單張，其後手持單張急步離開現場。事件惹來網民熱烈討論，批評相關行為幼稚無聊而且滋擾他人。

## 圖集

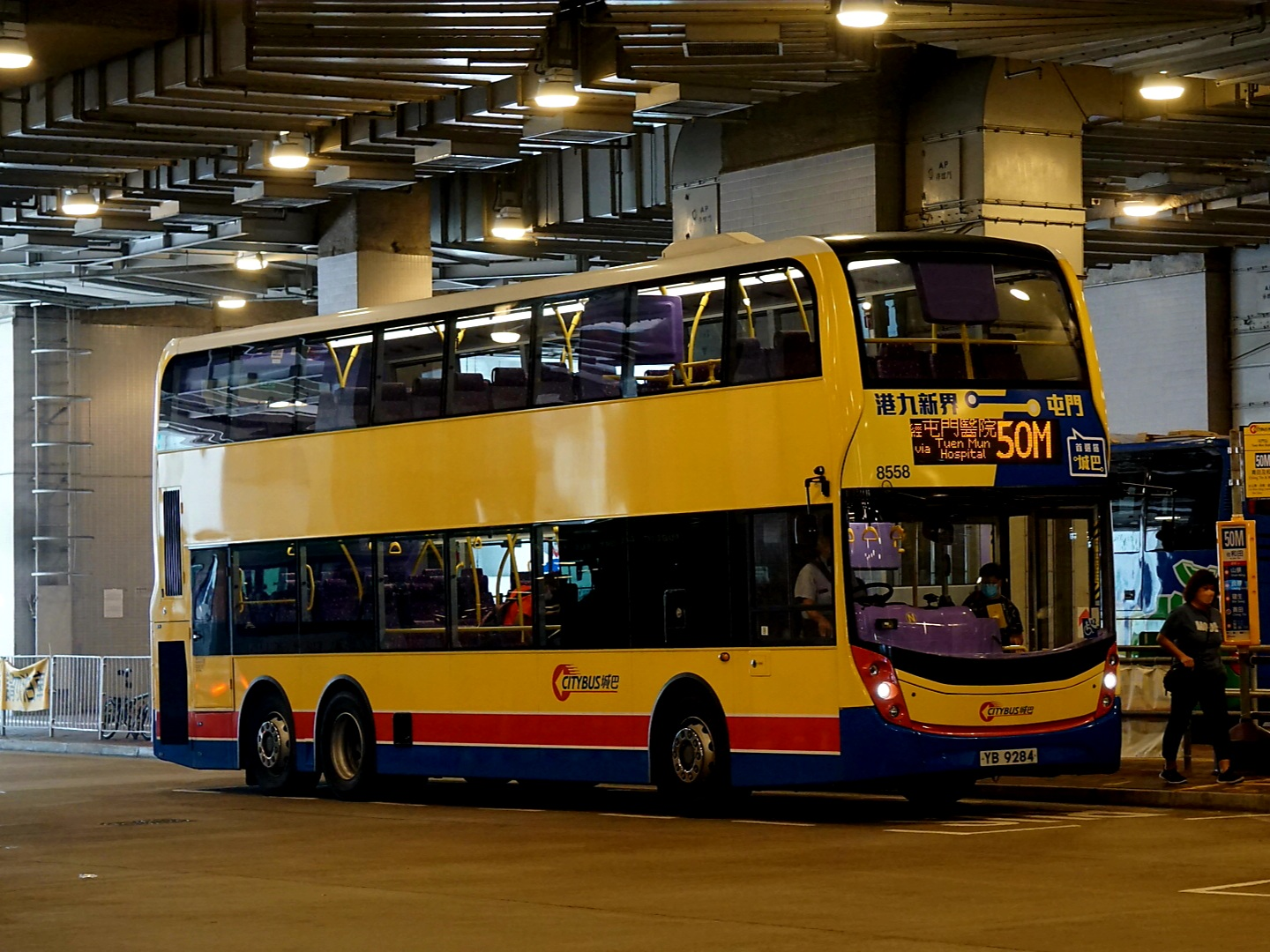
50M線設有電牌轉頁「經：屯門醫院」
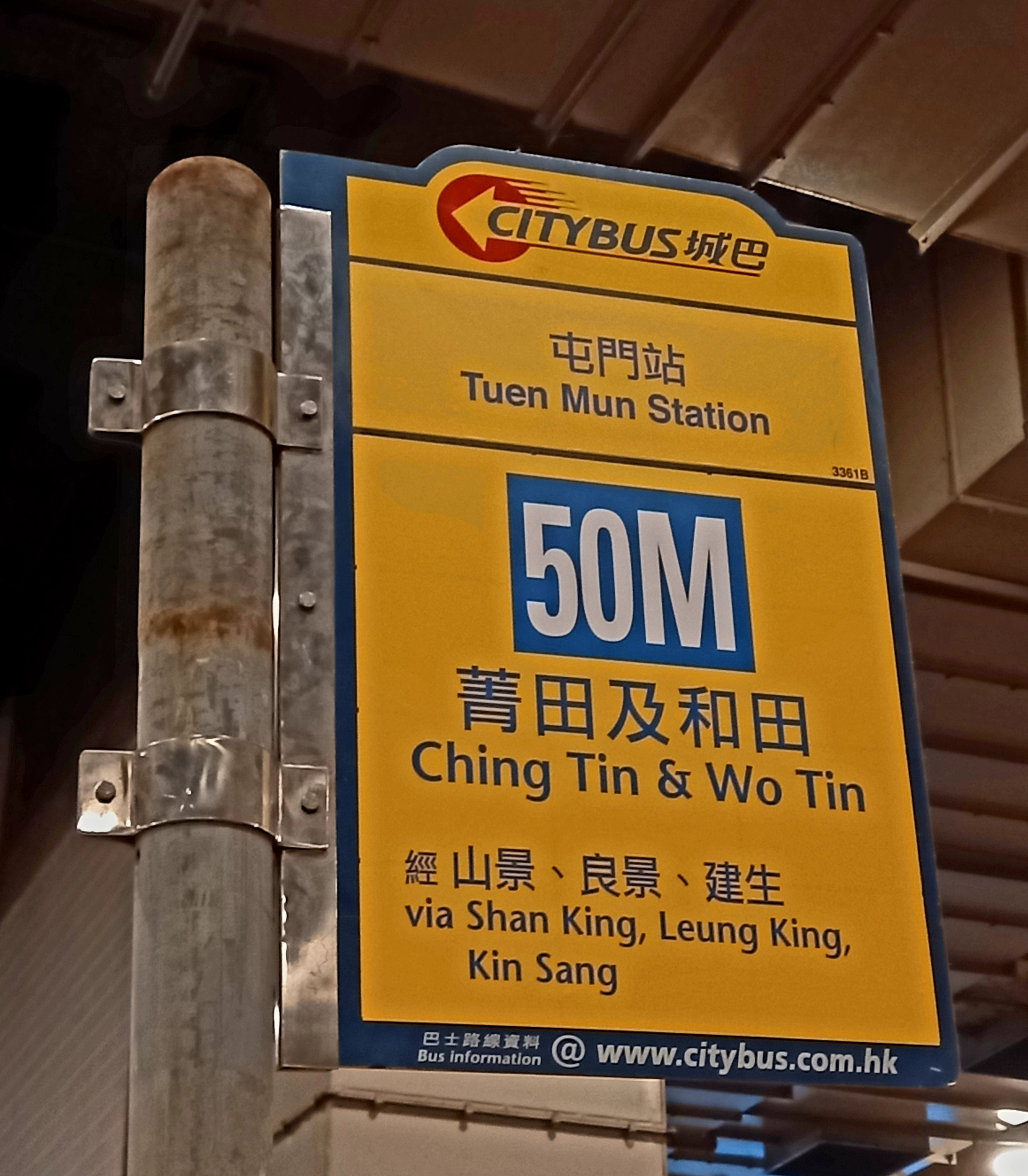
50M線位於屯門站之站牌
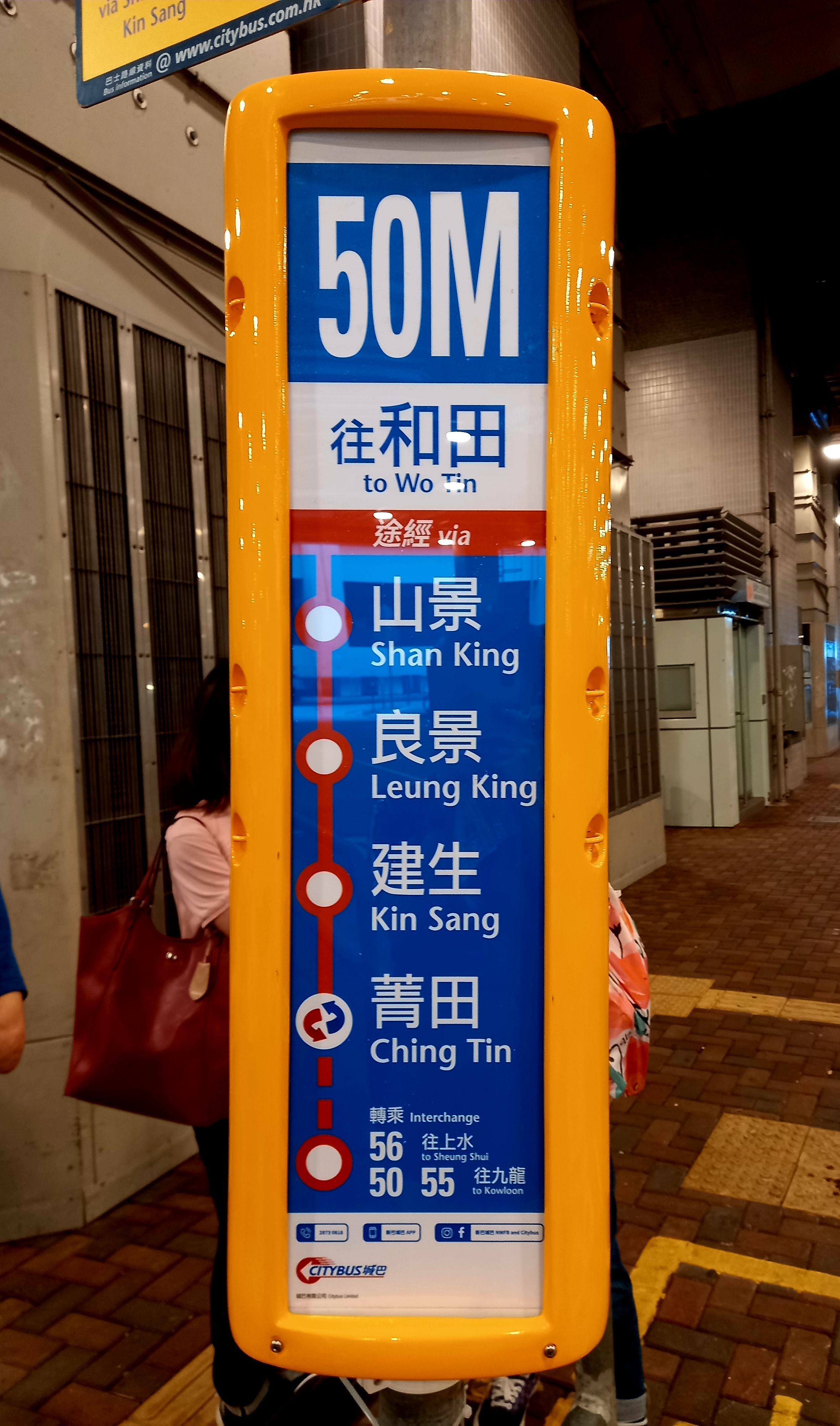
城巴列出50M線主要途經地點，並宣傳乘客可在菁田邨轉乘50、55和56線往返市區
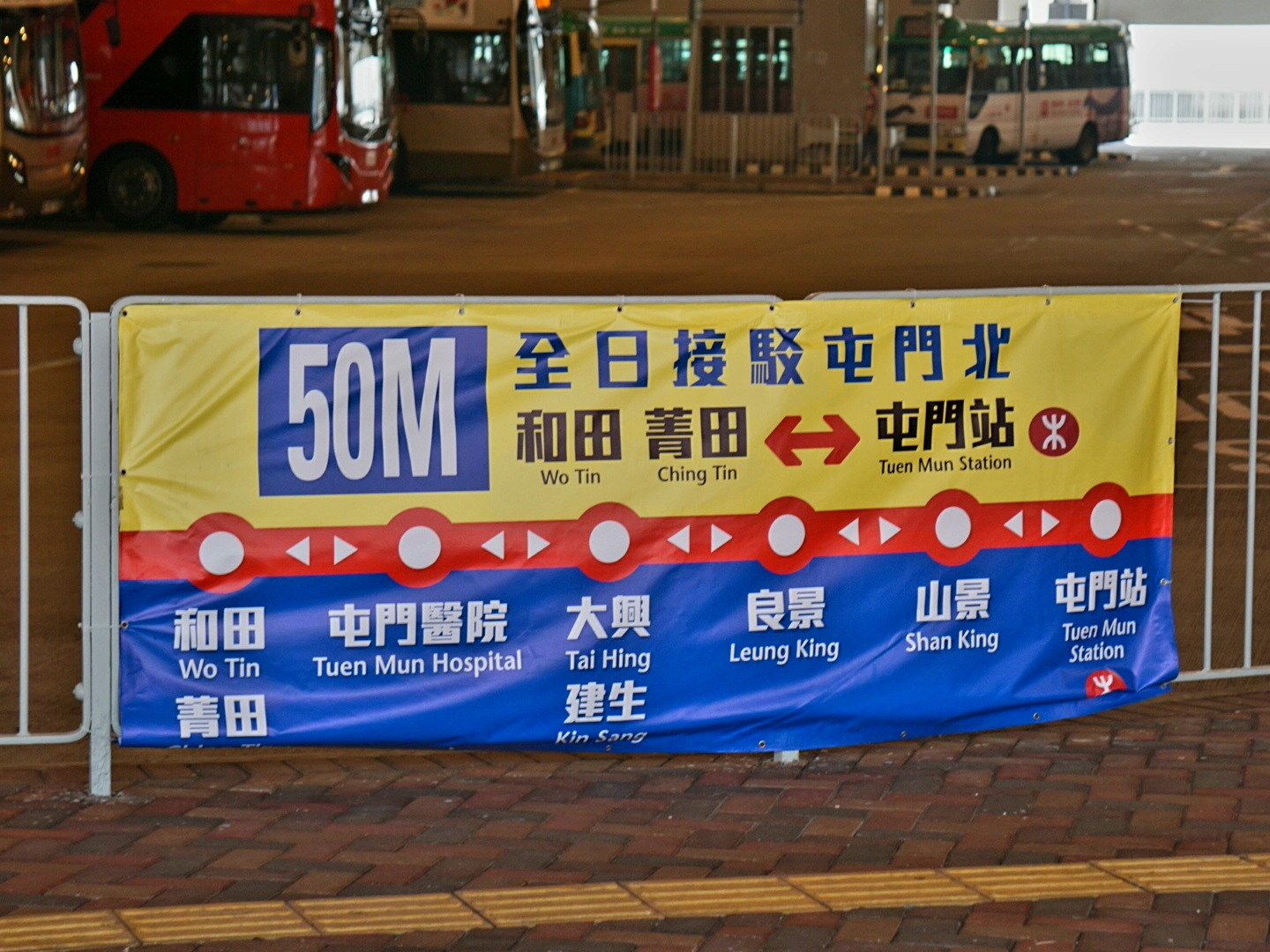
50M線在屯門站的宣傳橫額